# 치아구 알라고아누
루이스 카를루스 마르케스 리마(Luiz Carlos Marques Lima, 1973년 7월 10일 ~ )는 브라질 출신의 축구 선수로 흔히 치아구 알라고아누(Thiago Alagoano)라는 이름으로 더 알려져 있다.

## 클럽 경력
2014년 제주 유나이티드에 입단하여 한 시즌 동안 활약하였다. 당시 등록명은 루이스를 사용하였고 포지션은 공격수였다.
리그 7경기에 출전하여 1득점을 기록하였다.